# Saint-Étienne-des-Sorts
Saint-Étienne-des-Sorts is een gemeente in het Franse departement Gard (regio Occitanie) en telt 503 inwoners (2004). De plaats maakt deel uit van het arrondissement Nîmes.

## Geografie
De oppervlakte van Saint-Étienne-des-Sorts bedraagt 9,8 km², de bevolkingsdichtheid is 51,3 inwoners per km².
De onderstaande kaart toont de ligging van Saint-Étienne-des-Sorts met de belangrijkste infrastructuur en aangrenzende gemeenten.

## Demografie
Onderstaande figuur toont het verloop van het inwonertal (bron: INSEE-tellingen).